# Rina Gigli
Rina Gigli (Napoli, 31 gennaio 1916 – Recanati, 22 agosto 2000) è stata un soprano italiano.

## Biografia
Figlia di Beniamino Gigli, debuttò con successo il 23 maggio 1943 al Teatro Regio di Parma come Violetta ne La traviata, accanto al padre.
Si esibì nei maggiori teatri italiani e mondiali: Teatro dell'Opera di Roma, Teatro Colón di Buenos Aires, Covent Garden di Londra, Teatro alla Scala di Milano, Opera di Madrid. Tra le interpretazioni più fortunate, Mimì ne La bohème, Manon, Nedda in Pagliacci, Desdemona in Otello, Violetta ne La traviata.
La carriera si protrasse per 35 anni; l'addio alle scene fu nel 1971 al Teatro San Carlo di Napoli in Pagliacci.
Sposò il basso Plinio Clabassi. È sepolta a Recanati accanto al padre.

## Repertorio
| Ruolo           | Titolo           | Autore      |
| --------------- | ---------------- | ----------- |
| Micaëla         | Carmen           | Bizet       |
| Anna di Rehberg | Loreley          | Catalani    |
| Adina           | L'elisir d'amore | Donizetti   |
| Nedda           | Pagliacci        | Leoncavallo |
| Suzel           | L'amico Fritz    | Mascagni    |
| Manon           | Manon            | Massenet    |
| Mimì            | La bohème        | Puccini     |
| Cio-Cio-San     | Madama Butterfly | Puccini     |
| Liù             | Turandot         | Puccini     |
| Violetta Valéry | La traviata      | Verdi       |
| Desdemona       | Otello           | Verdi       |

## Discografia
- Carmen (in ital.), con Ebe Stignani, Beniamino Gigli,  Gino Bechi, dir. Vincenzo Bellezza - EMI 1949
- L'amico Fritz, con Beniamino Gigli, Afro Poli, Miriam Pirazzini, dir. Gianandrea Gavazzeni - dal vivo Napoli 1951
- L'elisir d'amore, con Beniamino Gigli, Italo Tajo, Giuseppe Taddei, dir. Gianandrea Gavazzeni - dal vivo Napoli 1953